# Оцерклевич Віктор Ярославович
Віктор Ярославович Оцерклевич (10 травня 1986, м. Болград Одеської області — 6 квітня 2022, смт Новотошківське Луганська область) — капітан Збройних сил України, заступник командира механізованого батальйону 17-ї танковох бригади, учасник російсько-української війни. Загинув під час російського вторгнення в Україну. Герой України (2022, посмертно).

## Життєпис
Народився 10 травня 1986 року в м. Болграді Одеської області.
Після закінчення школи працевлаштувався в ТОВ «Стрілець» начальником чергової зміни. Протягом 2004—2010 років проходив строкову службу. 10 листопада 2010 року влаштувався на шахту «Родіна» ПАТ «Криворізький залізорудний комбінат», працював підземним учнем прохідника дільниці № 9. Через пів року його було переведено на посаду прохідника дільниці № 3. Згодом працював за тією ж професією на 2-й дільниці.
Протягом 2015—2016 років брав участь у війні на сході України. У грудні 2016 року уклав контракт про проходження військової служби в Збройних силах України. Служив у 54-й механізованій бригаді, командував ротою.
Під час російського вторгнення в Україну у 2022 році був капітаном, заступником командира механізованого батальйону 17-ї танковох бригади. Вони відбивали атаки противника на 29 блокпосту в районі смт Новотошківського на Луганщині, неподалік Золотого.
Кілька разів ворог брав їх у напівкільце, однак українські військові трималися і давали відсіч. Ситуація на тій ділянці ставала все більш напруженою. У березні з’явилася інформація, що російські військові намагаються штурмувати цей напрямок.
Загинув 6 квітня 2022 року в бою з російськими окупантами. Ворожа артилерія працювала настільки інтенсивно, що евакуювати з поля бою тоді не вдалося нікого з поранених та загиблих.
28 червня 2023 року в День Конституції України, президент України Володимир Зеленський передав орден «Золота Зірка» членам родини загиблого Героя України.

## Сім'я
Був братом Олексія Оцерклевича. Залишилася дружина Ольга і доньки: Вікторія та Ірина.

## Нагороди
- Звання Герой України з удостоєнням ордена «Золота Зірка» (12 квітня 2022, посмертно) — за особисту мужність і героїзм, виявлені у захисті державного суверенітету та територіальної цілісності України, вірність військовій присязі[4].

## Вшанування пам'яті
На початку вересня 2022 року, зусиллями громадської організації ветеранів АТО-ООС Болградського району, на будинку Болградського ліцею № 3 була встановлена та урочисто відкрита пам'ятна дошка, присвячена Герою України капітану Віктору Оцерклевичу, заступнику командира механізованого батальйону 17 ОТБр, який колись навчався у цій школі.
28 жовтня 2022 року у місті Кривий Ріг на Дніпропетровщині було перейменовано вулицю Курчатова на честь Віктора Оцерклевича.